# Rutger Martin-Löf
Rutger Thure Martin-Löf, född 24 december 1913 i Engelbrekts församling, Stockholm, död 12 juni 2008 i Lidingö församling, Stockholms län, var en svensk företagsledare. Han var far till Sverker Martin-Löf.
Martin-Löf, som var son till överingenjör Emil Löf och Linnéa Martin, avlade 1936 civilingenjörsexamen vid Kungliga Tekniska högskolan (KTH) i Stockholm och var anställd som förste driftsingenjör på Iggesunds bruk 1937–1944. Han var disponent på Karlsborgs bruk i Kalix 1944–1954, verkställande direktör i Skogsägarnas Cellulosa AB 1955–1965 och VD för Fiskeby AB från 1966.
Martin-Löf invaldes 1961 som ledamot av Ingenjörsvetenskapsakademien. Han promoverades till hedersdoktor vid Kungliga Tekniska högskolan 1980. Martin-Löf är begraven på Norra begravningsplatsen utanför Stockholm.